# PSW (motorfiets)
PSW is een historisch merk van motorfietsen.
De bedrijfsnaam was: R.M.P. Storch, Wandsbeck.
Dit was een Duits merk dat 247cc-tweetakten bouwde waarvan zowel het in- als het uitlaatkanaal aan de voorkant zaten. Ook gemotoriseerde speelgoedauto’s stonden op het programma, naast wegracemotoren met 248- tot 498cc-JAP- en Blackburne-inbouwmotoren. De productie liep van 1924 tot 1929.